# Leslie Archibald Powell
Leslie Archibald Powell (Redland, 27 giugno 1896 – Worthing, 6 febbraio 1961) è stato un militare e aviatore britannico, asso dell'aviazione durante la grande guerra che prestò servizio nella Royal Naval Air Service, la componente aerea della Royal Navy, e poi nel Royal Flying Corps conseguendo 19 vittorie in combattimento aereo, tutte volando come mitragliere su un Bristol F.2 Fighter tra il 7 luglio e il 30 novembre 1917.

## Biografia

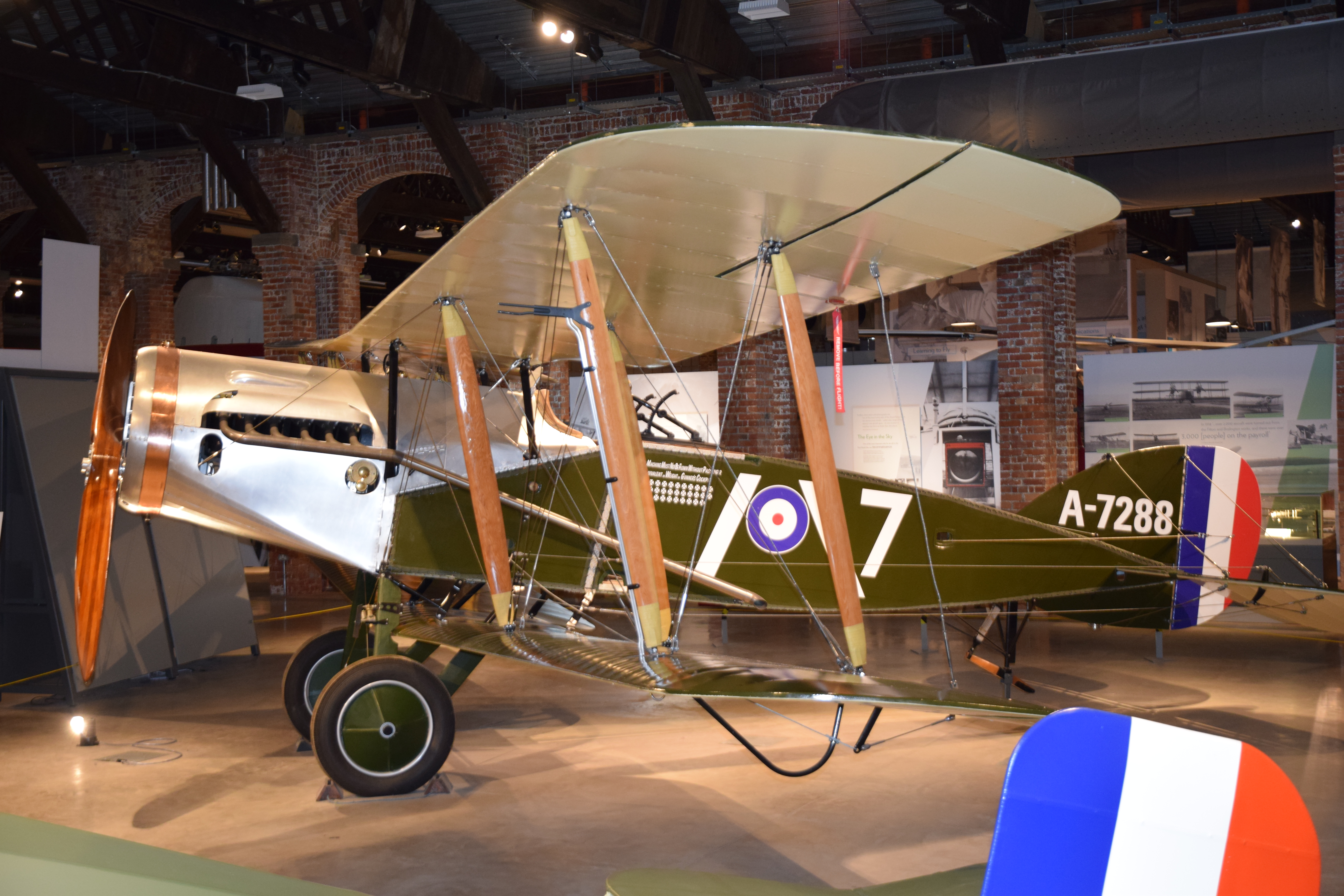
Replica del Bristol F.2b (A7288) di Powell e McKeever presso la Aerospace Bristol, Filton, 20 giugno 2018.

Nacque a Redland, Bristol,  il 27 giugno 1896, figlio di  Archibald George e Rosie Powell. Aveva un fratello Geoffrey Edward Powell che nacque nel 1907. Prima dello scoppio della prima guerra mondiale lavorava come giornalista presso il Western Daily Press a Bristol dal 1913.
Nel dicembre 1914 si arruolò nella Royal Navy e fu assegnato alla base navale HMS Pembroke a Chatham. Tra il 1915 e il 1916 prestò servizio presso la caserma HMS President. Nel febbraio 1916, fu trasferito dal Royal Naval Air Service come Petty officer Mechanic all'8° Battaglione del Gloucestershire Regiment. 
Nell'aprile del 1917 si trasferì al Royal Flying Corps, unendosi alla No. 1 School of Military Aeronautics (SMA) di Reading. Fu anche inviato all'aeroporto di Brooklands, nel Kent, prima di essere assegnato al No.11 RFC Squadron in Francia nel luglio del 1917.
Volò come osservatore/mitragliere sui Bristol F.2b. Tutte le sue vittorie tranne una arrivarono mentre era in coppia con Andrew Edward McKeever. La sua serie di vittorie iniziò con una tripletta il 7 luglio 1917, seguita da una seconda il 5 agosto e una terza il 31 ottobre.  Due vittorie giornaliere vennero conseguite il 23 settembre e il 16 ottobre 1917. Chiuse la sua lista con quattro vittorie a sud di Cambrai il 30 novembre 1917, ottenute in un combattimento aereo tra il suo velivolo e sette caccia tedeschi Albatros D.V. La sua mitragliatrice Lewis si inceppò mentre venivano attaccati da un altro caccia tedesco. McKeever fece virare il Bristol in quella che sembrava una picchiata mortale e il velivolo tedesco si allontanò, riprendendo poi il volo lineare a una quota di 20 piedi di altitudine prima di riuscire a sfuggire ai caccia tedeschi sopravvissuti. La sua unica vittoria senza McKeever fu con Geoffrey Herbert Hooper l'11 settembre 1917.
Il 25 gennaio 1918 lui e McKeever furono ritirati dal servizio operativo e assegnati al Home Establishment in Gran Bretagna rimanendovi fino al termine del conflitto.
Si spense a Worthing, nel Sussex, il 6 febbraio 1961.

### Fonti
1. 1 2 3 4 5 6 7 8 9 10  The Aerodrome.
2. 1 2 3  (EN) Powell, Leslie Archibald Official Number: F2506 Date of Birth: 27 June 1896 (ADM 188/565/2506), su discovery.nationalarchives.gov.uk, The National Archives. URL consultato il 23 maggio 2020.
3. ↑  Shores, Franks, Guest 1996, p. 275.
4. 1 2 3 4 5  Shores, Franks, Guest 1996, p. 276.